# ルナ・パパ
『ルナ・パパ』（Luna Papa、ロシア語: Лунный папа）は1999年製作のドイツ・オーストリア・日本・ロシア・フランス・スイス・タジキスタン・ウズベキスタン8カ国合作のファンタジー・コメディ映画である。バフティヤル・フドイナザーロフ監督。イラクリ・クヴィリカーゼの原作・脚本。1999年の東京国際映画祭で上映され、最優秀芸術貢献賞を受賞した。

## ストーリー
タジキスタンが舞台。ファル・ホールに住む女優志望の17歳の娘マムカラットは楽しみにしていた演劇を見損なった満月の夜、森の中で俳優を名乗る見知らぬ男に出会い結ばれ、後に妊娠してしまう。親友に相談し堕胎を試みるが、手術の前に屋台で飲み物を買おうとした医師はギャングの撃った流れ弾に当たって死亡、出産を決意したマムラカットは父サファールに全てを打ち明けることになる。一旦は激怒されたものの娘思いの父と精神を病んだ兄ナスレディンと共に、子供の父親を探す旅に出る。

## キャスト
- マムラカット: チュルパン・ハマートヴァ - 17歳の少女。女優志望。
- ナスレディン: モーリッツ・ブライプトロイ - マムラカットの兄。
- サファール: アト・ムハメドシャノフ（タジク語版） - マムラカットの父。
- アリク: メラーブ・ニニッゼ
- 機長: ニコライ・フォーメンコ（ロシア語版）
- カピブラの声: ポリーナ・ライキナ（ロシア語版）